# Segelfluggelände Bad Königshofen

i7
i11
i13
Das Segelfluggelände Bad Königshofen, auch als Segelfluggelände „Am Himmelreich“ bezeichnet, liegt im Gebiet der Stadt Bad Königshofen im Grabfeld im Landkreis Rhön-Grabfeld in Bayern, etwa 3,5 km westlich von Bad Königshofen.

## Flugbetrieb
Das Segelfluggelände ist mit einer 700 m langen und 30 m breiten Start- und Landebahn aus Gras (Richtung 07/25) ausgestattet. Es besitzt eine Betriebszulassung für Segelflugzeuge, Motorsegler, Ultraleichtflugzeuge sowie für Flugzeuge bis 2000 kg höchstzulässiger Flugmasse für Flüge zum Schleppen von Segelflugzeugen oder Motorseglern. Der Start von Segelflugzeugen erfolgt per Flugzeugschlepp. Weiterhin findet am Flugplatz Modellflug statt. Das Segelfluggelände wurde am 2. Oktober 1982 eröffnet. Der Halter und Betreiber des Segelfluggeländes ist der Aero Club Bad Königshofen e. V. Der Verein wurde am 24. Oktober 1977 gegründet.